# Tsutomu Kitagawa
Tsutomu Kitagawa (jap. 喜多川務 Kitagawa Tsutomu, ur. 21 grudnia 1957 w prefekturze Yamaguchi) – japoński kaskader i aktor. Najbardziej znany z ról Godzilli z serii Millenium oraz Niebieskich i Czarnych Wojowników w Super Sentai.

## Życiorys
Tsutomu Kitagawa ukończył liceum Sakuragaoka, gdzie ze względu na zwinności akrobatyczne brał udział w Mistrzostwach Międzyszkolnych. Chcąc zagrać Ultramana Kitagawa zdecydował się zostać kaskaderem. Ponieważ jego nauczyciel gimnastyki był uczniem Sonny’ego Chiby, Kitagawa dołączył do założonego przez Chibę Japan Action Club jako członek szóstej generacji. We wprowadzeniu powiedziano mu, że rola głównego bohatera jest niemożliwa ze względu na niski wzrost (161 cm), jednak przydzielono go do dublowania akrobacji dla walczących aktorów i kobiet.
Od 1979 roku brał udział w serialach Super Sentai jako aktor kostiumowy, zajmując miejsce Kenjiego Ōby i Jun’ichiego Haruty, a po występie w Chōdenshi Bioman regularnie grał Niebieskiego Wojownika.
Chińskich sztuk walki uczył go Issei Hirota, który grał przed przemianą Niebieską Maskę w Hikari Sentai Maskman. Następnie kontynuował trening w chińskich sztukach walki i w Gosei Sentai Dairanger jako aktor kostiumowy dla Lwa Rangera. Wykorzystał te umiejętności w Jūken Sentai Gekiranger, gdzie grał postać instruktora chińskich sztuk walki. W wywiadzie ujawnił, że jego doświadczenie w chińskich sztukach walki zostało również wykorzystane w  trójwymiarowych grach komputerowych, gdzie grał role motion capture Yari Shinobu i Han Shinobu Ryokuryu w Sekai Ninja Senshi Jiraiya.
W 1998 roku zagrał Króla Ghidorę w  Rebirth of Mothra III, co doprowadziło Tōhō, by zagrał Godzillę w Powrocie Godzilli. W tę rolę wcielał aż do Godzilla: Ostatnia wojna, gdzie pełnił także funkcję choreografa do scen z aktorami kostiumowi. W związku z popularnością, w późniejszych latach często pojawiał się na amerykańskich konwentach wraz z Haruo Nakajimą i Kenpachiro Satsumą, którzy wcześniej grali Godzillę.

## Filmografia

### Role telewizyjne
- 1975-1976: Akumaizer 3 – żołnierz Agmar
- 1976-1977: Chōjin Bibyūn
- 1978: Tōmei Dori-chan
- 1978-1979: Message from Space: Galactic Wars –
  - żołnierz Gavanas,
  - Verdas
- 1978-1979: Spider-Man
- 1979: Battle Fever J –
  - Miss Ameryka #2,
  - Battle Kenia
- 1979: Megaroman –
  - potwór Black Star,
  - żołnierz Black Star
- 1980-1981: Denshi Sentai Denjiman – Denji Niebieski
- 1981: Taiyō Sentai Sun Vulcan – robotnik (odc. 13)
- 1982-1983: Dai Sentai Goggle Five –
  - Goggle Czarny,
  - lalka Kung-Fu (odc. 22),
  - członek gangu motocyklowego (odc. 41),
- 1983-1984: Kagaku Sentai Dynaman – Dyna Czarny
- 1984-1985: Chōdenshi Bioman – Niebieska Trójka
- 1985-1986: Dengeki Sentai Changeman –
  - Change Pegaz,
  - Saga (odc. 19)
- 1986-1987: Chōshinsei Flashman – Niebieski Flash
- 1987-1988: Hikari Sentai Maskman – Niebieska Maska
- 1988-1989: Sekaininjasen Jiraiya – Lu-Long (odc. 2, 10-11)
- 1989: Kidō Keiji Jiban (odc. 9)
- 1990: Tokkei Winspector – Człowiek-Nietoperz (odc. 29)
- 1991: Chōjin Sentai Jetman – mężczyzna (odc. 6)
- 1992: Tokusō Exceedraft – podwładny Agawy (odc. 27)
- 1993-1994: Gosei Sentai Dairanger – Lew Ranger
- 1994-1995: Ninja Sentai Kakuranger –
  - Ninja Czarny,
  - Black Gammer,
  - Battle Gammer
- 1995: Mighty Morphin Power Rangers – Czarny Szogunzord[a]
- 1996: Mighty Morphin Alien Rangers –
  - Czarny Aquitar Ranger[a]
  - Czarny Borg Bojowy[a]
- 2003-2004: Chōseishin Guranseizā – Sazer Remls
- 2007-2008: Jūken Sentai Gekiranger –
  - Bat Li,
  - sprzedawca ciast (odc. 43)
- 2008: Power Rangers: Furia dżungli – Mistrz Swoop w formie nietoperza[b]
- 2008-2009: Engine Sentai Go-Onger
- 2011-2012: Kaizoku Sentai Gokaiger
- 2012-2013: Tokumei Sentai Go-Busters
- 2013-2014: Zyuden Sentai Kyoryuger – Kyoryuger (motion capture)
- 2013: Kamen Rider Wizard – strażnik (odc. 37)
- 2013-2014: Kamen Rider Gaim
- 2014-2015: Kamen Rider Drive
- 2014: Ressha Sentai ToQger – strażnik (odc. 38)
- 2015-2016: Shuriken Sentai Ninninger
- 2015-2016: Kamen Rider Ghost
- 2016-2017: Dōbutsu Sentai Zyuohger
- 2016-2017: Kamen Rider Ex-Aid
- 2017-2018: Uchū Sentai Kyuranger
- 2017-2018: Kamen Rider Build

### Role filmowe
- 1998: Rebirth of Mothra III – Wielki Król Ghidora
- 1999: Powrót Godzilli – Godzilla
- 2000: Godzilla kontra Megaguirus – Godzilla
- 2002: Godzilla kontra Mechagodzilla –
  - Godzilla,
  - pilot Maseru Typ 90 #1
- 2003: Godzilla: S.O.S. dla Tokio – Godzilla
- 2004: Godzilla: Ostatnia wojna – Godzilla
- 2008: Bringing Godzilla Down to Size: The Art of Japanese Special Effects – on sam
- 2015: Ressha Sentai ToQger vs. Kyoryuger: The Movie – Toq Drugi (wersja dziecięca)
- 2015: Ressha Sentai ToQger Returns: Super ToQ 7gou of Dreams – Toq Drugi (wersja dziecięca)

## Życie prywatne
Żonaty z kaskaderką Eiko Onoderą, którą zastępował w Battle Fever J podczas bardziej niebezpiecznych ujęć kaskaderskich.